# Michel Perridon
Michel Perridon (Rotterdam, 11 december 1962) is een Nederlands ondernemer.

## Jeugd
Hij groeide op in Rotterdam en ging naar het Sint-Laurenscollege in de wijk Hillegersberg. Perridon studeerde detailhandel in zijn geboortestad en ging later naar een kostschool in de Zwitserse plaats Montreux.

## Loopbaan
In 1989 nam Perridon het bedrijf Aashima Technology over van zijn vader; sinds 2003 staat het bekend onder de naam Trust. Onder zijn leiding groeide het bedrijf uit tot een middelgrote producent van consumentenelektronica. In 2018 verkocht hij na 35 jaar alle aandelen aan het investeringsbedrijf Egeria.

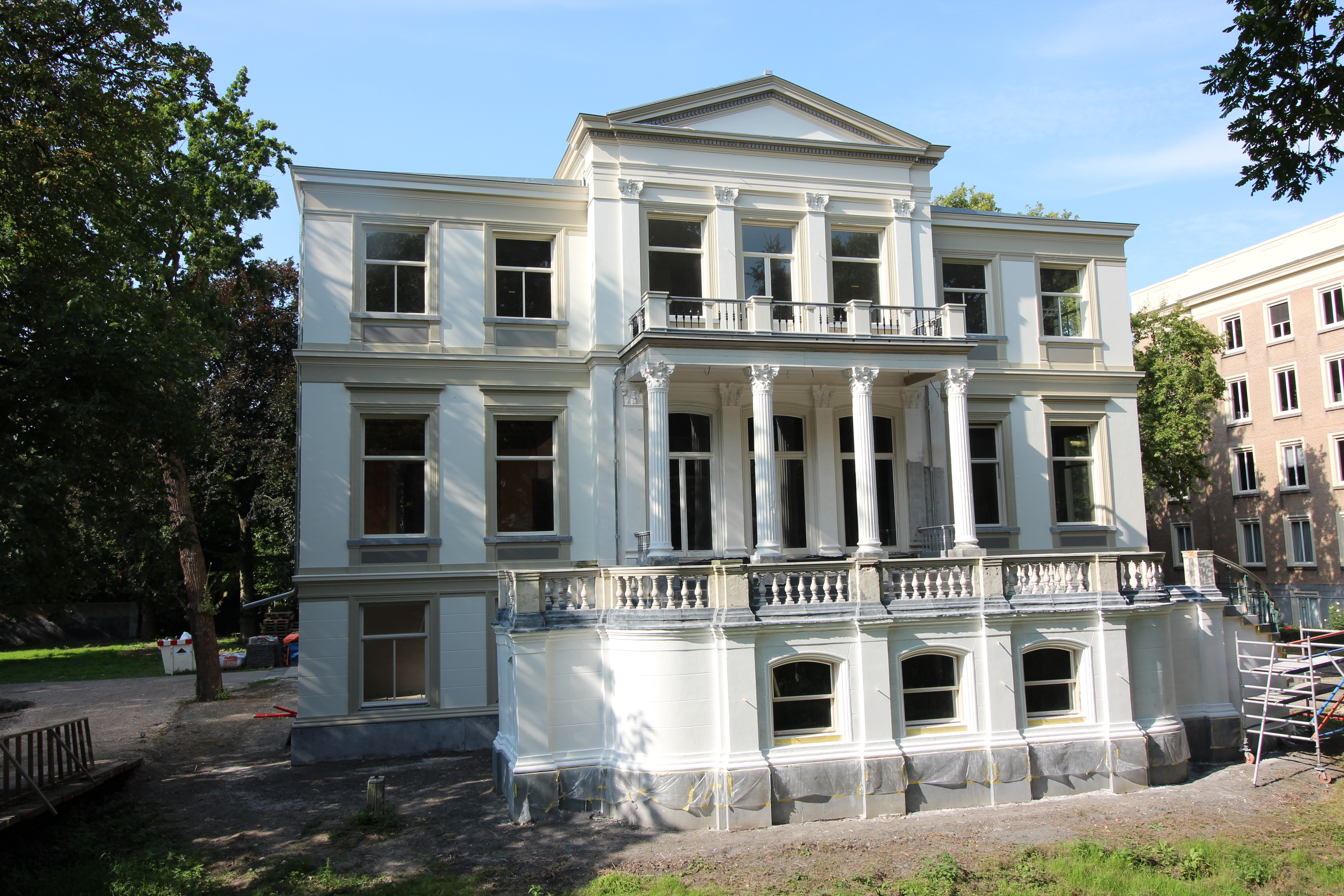
Buitenplaats Welgelegen in 2017

Perridon is ook actief in de aan- en verkoop van vastgoed. Eind 2014 kwam de Rotterdamse buitenplaats Welgelegen in bezit van Perridon. Het statige gebouw heeft een rijke historie: het werd in 1872-1873 gebouwd door de scheepvaartmagnaat Philippus van Ommeren (1807-1888). Na een renovatie, werd de buitenplaats eind 2018 heropend. Michel Perridon heeft verschillende eigen bedrijven ondergebracht in het pand, waaronder zijn vastgoedbedrijf, een kunsthandelkantoor, een stichting die uitstapjes organiseert voor ouderen en een investeringsmaatschappij.
Zakenblad Quote schatte zijn vermogen in 2024 op 384 miljoen euro.

## Televisie
Bij het grote publiek kreeg Perridon naamsbekendheid door zijn medewerking aan de Nederlandse versie van het televisieprogramma Dragons' Den, een tv-programma op NPO 1 waarin ondernemers hun bedrijf aan succesvolle zakenmensen pitchen om een investering te krijgen. Perridon was hier van 2020 tot 2021, twee seizoenen, in te zien.
In april 2022 maakt Perridon zijn opwachting als presentator van het Videoland-programma Celebrity Apprentice.

## Persoonlijk
Perridon heeft uit zijn eerste huwelijk twee kinderen.